# La Pigeon Cove
La Pigeon Cove är en vik i Kanada.   Den ligger i provinsen Québec, i den östra delen av landet, 1 100 km öster om huvudstaden Ottawa.